# Reprezentacja Bułgarii w skokach narciarskich
Reprezentacja Bułgarii w skokach narciarskich – grupa skoczków narciarskich wybrana do reprezentowania Bułgarii w międzynarodowych zawodach, wybrana przez Bułgarski Związek Narciarski.
Miejsca w pierwszej dziesiątce konkursów Pucharu Świata spośród bułgarskich skoczków zajmowali: Władimir Brejczew (trzykrotnie, w latach 1989–1990 – najwyższe, 7. miejsce, zajął 25 marca 1990 w Planicy), Zachari Sotirow (w 1990) oraz Władimir Zografski (w 2011, w 2012, w 2018, w 2024 i dwukrotnie w 2025). 24 listopada 2018 w Ruce zajął najlepsze miejsce w historii występów Bułgarów w PŚ – 6. W 2023 wygrał on cykl Letniego Grand Prix, zwyciężając przy tym w trzech konkursach (30 lipca w Courchevel, 5 sierpnia w Szczyrku i 24 września w Râșnovie). Pierwsze podium w zawodach LGP zanotował w 2021, a w pierwszej piątce po raz pierwszy znalazł się już w 2010. Władimir Zografski zajął także 9. miejsce w konkursie mistrzostw świata na skoczni normalnej w 2025 w Trondheim.
Na mistrzostwach świata juniorów w 2011 w estońskim Otepää Władimir Zografski wywalczył złoty medal. Ten sam zawodnik czterokrotnie stawał także na podium zawodów Letniego Pucharu Kontynentalnego (po dwa razy w 2010 i 2011). Wygrał też Uniwersjadę w 2015 w słowackim Szczyrbskim Jeziorze, a na Zimowym Olimpijskim Festiwalu Młodzieży Europy w 2009 w polskim Szczyrku zdobył srebrny medal.

## Zawodnik występujący w zawodach FIS w sezonie 2024/2025
Jedynym reprezentantem Bułgarii w zawodach pod egidą FIS w sezonie 2024/2025 był Władimir Zografski (Mistrzostwa Świata, Puchar Świata, Letnie Grand Prix). Jego sztab szkoleniowy (na czele z Grzegorzem Sobczykiem) podjął współpracę z reprezentacją Niemiec.

## Kadra na sezon 2023/2024[15]
- Trener główny: Grzegorz Sobczyk
- Asystenci trenera głównego: Andrzej Zapotoczny, Dimityr Mitkow, Georgi Żarkow

### Kadra A
- Władimir Zografski

### Kadra B
- Alek Feszew
- Simeon Nikołow

### Kadra B kobiet
- Bożidara Bakowa
- Iwa Karadimowa
- Weseła Karadimowa

## Zawodnicy występujący w zawodach FIS w sezonie 2022/2023
Poza Władimirem Zografskim regularnie występującym w zawodach najwyższej rangi (Mistrzostwa Świata, Puchar Świata, Letnie Grand Prix), w konkursach pod egidą FIS wystąpili w zawodach dzieci Martin Christow i skoczkini Nikol Najdenowa.

## Zawodnicy występujący w zawodach FIS w sezonie 2021/2022
Poza Władimirem Zografskim regularnie występującym w zawodach najwyższej rangi (Igrzyska Olimpijskie, Puchar Świata, Letnie Grand Prix), w konkursach pod egidą FIS wystąpili w zawodach dzieci Alek Feszew i pierwsza zarejestrowana w bazie FIS Bułgarka, Bożidara Bakowa.

## Zawodnik występujący w zawodach FIS w sezonie 2020/2021
Jedynym reprezentantem Bułgarii w zawodach pod egidą FIS w sezonie 2020/2021 był Władimir Zografski (Mistrzostwa Świata, Puchar Świata, Letnie Grand Prix, Puchar Kontynentalny).

## Kadra na sezon 2019/2020[16]
- Trener główny: Matjaž Zupan
- Asystenci trenera głównego: Zdrawko Zdrawkow, Georgi Żarkow
- Koordynator zespołu: Zachari Sotirow

### Kadra A
- Władimir Zografski

### Kadra B
- Krasimir Simitczijski

## Zawodnicy występujący w zawodach FIS w sezonie 2018/2019
- Władimir Zografski (Mistrzostwa Świata, Puchar Świata, Letnie Grand Prix)
- Krasimir Simitczijski (Puchar Kontynentalny, FIS Cup, inne)
- Wiktor Christow (FIS Cup, inne)

## Kadra na sezon 2017/2018

### Kadra A
Trenerem tej kadry pozostać miał Emił Zografski. Na początku czerwca 2017 w roli „trenera-konsultanta” Alexandera Pointnera zastąpił Matjaž Zupan. Jedynym zawodnikiem w kadrze A pozostał Władimir Zografski. Matjaž Zupan jeszcze w 2017 został trenerem głównym kadry.

### Kadra B
Na stanowisku trenera tej grupy pozostał Zdrawko Zdrawkow. Zawodnicy to:
- Wiktor Christow
- Jani Georgiew
- Krasimir Simitczijski
- Iwan Sławkow

## Kadra na sezon 2016/2017

### Kadra A
Trenerem tej kadry w sezonie 2016/2017 pozostał Emił Zografski, konsultantem Alexander Pointner, a fizjoterapeutą Thomas Pointner. Jedynym zawodnikiem w kadrze A był Władimir Zografski.

### Kadra B
Trenerami kadry B w sezonie 2016/2017 byli Zdrawko Zdrawkow i Metodi Sawczow. Zawodnicy to:
- Wiktor Christow
- Jani Georgiew
- Krasimir Simitczijski
- Iwan Sławkow
- Martin Zografski

## Kadra na sezon 2015/2016

### Kadra A
Trenerem kadry pozostał Emił Zografski. Konsultantem został Alexander Pointner. Jedynym zawodnikiem kadry A był Władimir Zografski.

### Kadra B
Trenerami kadry B byli Nikoła Chalembakow i Metodi Sawczow. Zawodnicy to:
- Wiktor Christow
- Ewelin Mitew
- Krasimir Simitczijski
- Martin Zografski

### Kadra dziecięca
Trenerami nowo powołanej (w miejsce kadry C) kadry dziecięcej byli trenujący także kadrę B Nikoła Chalembakow i Metodi Sawczow. Zawodnicy to:
- Jani Georgiew
- Martin Miłanow
- Teodor Nedjałkow
- Iwan Sławkow

## Kadra na sezon 2014/2015[19]

### Kadra A
- Władimir Zografski

### Kadra B
- Dejan Funtarow
- Ewelin Mitew
- Krasimir Simitczijski
- Danieł Simow

### Kadra C
- Kałojan Christow
- Wiktor Christow
- Martin Zografski

## Osiągnięcia indywidualne

### Miejsca bułgarskich skoczków w pierwszej „15” zawodów Pucharu Świata
| Miejsce | Dzień        | Rok  | Miejscowość            | Punkt K | HS     | Zawodnik           | Skok 1  | Skok 2  | Nota      | Strata   | Zwycięzca             | Źródło |
| ------- | ------------ | ---- | ---------------------- | ------- | ------ | ------------------ | ------- | ------- | --------- | -------- | --------------------- | ------ |
| 13.     | 14 stycznia  | 1984 | Harrachov              | b.d.    | b.d.   | Władimir Brejczew  | b.d.    | b.d.    | 157,3 pkt | 48,6 pkt | Jiří Parma            | [ 20 ] |
| 14.     | 1 stycznia   | 1988 | Garmisch-Partenkirchen | K-115   | b.d.   | Władimir Brejczew  | b.d.    | b.d.    | 179,2 pkt | 33,2 pkt | Matti Nykänen         | [ 21 ] |
| 14.     | 22 stycznia  | 1989 | Oberhof                | b.d.    | b.d.   | Władimir Brejczew  | b.d.    | b.d.    | 208,5 pkt | 20,5 pkt | Jens Weißflog         | [ 22 ] |
| 8.      | 4 grudnia    | 1989 | Thunder Bay            | b.d.    | b.d.   | Władimir Brejczew  | b.d.    | b.d.    | 216,5 pkt | 18,9 pkt | Risto Laakkonen       | [ 23 ] |
| 10.     | 12 stycznia  | 1990 | Harrachov              | b.d.    | b.d.   | Władimir Brejczew  | b.d.    | b.d.    | 197,5 pkt | 25,0 pkt | Dieter Thoma          | [ 24 ] |
| 10.     | 14 stycznia  | 1990 | Liberec                | b.d.    | b.d.   | Zachari Sotirow    | b.d.    | b.d.    | 191,0 pkt | 29,5 pkt | Werner Haim           | [ 2 ]  |
| 7.      | 25 marca     | 1990 | Planica                | b.d.    | b.d.   | Władimir Brejczew  | b.d.    | b.d.    | 206,0 pkt | 20,0 pkt | Ari-Pekka Nikkola     | [ 25 ] |
| 8.      | 3 grudnia    | 2011 | Lillehammer            | K-90    | HS-100 | Władimir Zografski | 94,0 m  | 89,5 m  | 236,2 pkt | 43,1 pkt | Andreas Kofler        | [ 3 ]  |
| 15.     | 8 grudnia    | 2012 | Krasnaja Polana        | K-95    | HS-106 | Władimir Zografski | 97,5 m  | 98,0 m  | 240,6 pkt | 30,1 pkt | Gregor Schlierenzauer | [ 26 ] |
| 10.     | 15 grudnia   | 2012 | Engelberg              | K-125   | HS-137 | Władimir Zografski | 130,5 m | 128,5 m | 255,9 pkt | 17,6 pkt | Andreas Kofler        | [ 4 ]  |
| 11.     | 20 stycznia  | 2013 | Sapporo                | K-120   | HS-134 | Władimir Zografski | 124,0 m | 131,0 m | 215,4 pkt | 31,6 pkt | Jan Matura            | [ 27 ] |
| 12.     | 16 lutego    | 2013 | Oberstdorf             | K-185   | HS-213 | Władimir Zografski | 204,0 m | 200,5 m | 389,7 pkt | 20,1 pkt | Richard Freitag       | [ 28 ] |
| 6.      | 24 listopada | 2018 | Ruka                   | K-120   | HS-142 | Władimir Zografski | 140,0 m | –       | 133,4 pkt | 8,6 pkt  | Ryōyū Kobayashi       | [ 5 ]  |
| 15.     | 1 grudnia    | 2018 | Niżny Tagił            | K-120   | HS-134 | Władimir Zografski | 129,5 m | 119,5 m | 225,4 pkt | 39,0 pkt | Johann André Forfang  | [ 29 ] |
| 15.     | 2 grudnia    | 2018 | Niżny Tagił            | K-120   | HS-134 | Władimir Zografski | 125,0 m | 123,0 m | 232,2 pkt | 40,9 pkt | Ryōyū Kobayashi       | [ 30 ] |
| 12.     | 6 stycznia   | 2022 | Bischofshofen          | K-125   | HS-142 | Władimir Zografski | 130,5 m | 135,0 m | 261,5 pkt | 25,3 pkt | Daniel Huber          | [ 31 ] |
| 14.     | 2 grudnia    | 2023 | Lillehammer            | K-90    | HS-98  | Władimir Zografski | 91,5 m  | 99,5 m  | 268,7 pkt | 38,0 pkt | Stefan Kraft          | [ 32 ] |
| 8.      | 21 grudnia   | 2024 | Engelberg              | K-125   | HS-140 | Władimir Zografski | 137,0 m | 136,0 m | 286,7 pkt | 23,8 pkt | Jan Hörl              | [ 6 ]  |
| 10.     | 19 stycznia  | 2025 | Zakopane               | K-125   | HS-140 | Władimir Zografski | 137,5 m | 130,5 m | 287,9 pkt | 28,8 pkt | Daniel Tschofenig     | [ 7 ]  |
| 10.     | 22 marca     | 2025 | Lahti                  | K-116   | HS-130 | Władimir Zografski | 123,0 m | 121,5 m | 246,0 pkt | 30,9 pkt | Anže Lanišek          | [ 8 ]  |

### Miejsca bułgarskich skoczków w pierwszej „15” zawodów Mistrzostw Świata
| Miejsce | Dzień   | Rok  | Miejscowość | Punkt K | HS     | Zawodnik           | Skok 1 | Skok 2  | Nota      | Strata   | Zwycięzca      | Źródło |
| ------- | ------- | ---- | ----------- | ------- | ------ | ------------------ | ------ | ------- | --------- | -------- | -------------- | ------ |
| 9.      | 2 marca | 2025 | Trondheim   | K-94    | HS-102 | Władimir Zografski | 99,5 m | 105,0 m | 244,3 pkt | 21,2 pkt | Marius Lindvik | [ 33 ] |

### Występy reprezentantów Bułgarii na zimowych igrzyskach olimpijskich
| Igrzyska             | Konkurencja       | Zawodnik           | Skok 1  | Skok 2  | Nota      | Miejsce | Źródło |
| -------------------- | ----------------- | ------------------ | ------- | ------- | --------- | ------- | ------ |
| 1984, Sarajewo       | skocznia normalna | Władimir Brejczew  | 80,5 m  | 86,0 m  | 189,4 pkt | 19.     | [ 34 ] |
| 1984, Sarajewo       | skocznia normalna | Walentin Bożiczkow | 79,5 m  | 76,0 m  | 170,8 pkt | 37.     | [ 35 ] |
| 1984, Sarajewo       | skocznia normalna | Angeł Stojanow     | 72,5 m  | 77,0 m  | 157,2 pkt | 49.     | [ 36 ] |
| 1984, Sarajewo       | skocznia duża     | Władimir Brejczew  | 85,0 m  | 92,0 m  | 139,7 pkt | 42.     | [ 34 ] |
| 1984, Sarajewo       | skocznia duża     | Angeł Stojanow     | 82,0 m  | 77,0 m  | 108,5 pkt | 49.     | [ 36 ] |
| 1988, Calgary        | skocznia normalna | Emił Zografski     | 77,0 m  | 78,0 m  | 171,2 pkt | 40.     | [ 37 ] |
| 1988, Calgary        | skocznia normalna | Władimir Brejczew  | 79,0 m  | 71,0 m  | 159,7 pkt | 53.     | [ 34 ] |
| 1988, Calgary        | skocznia duża     | Emił Zografski     | 101,5 m | 94,0 m  | 161,0 pkt | 40.     | [ 37 ] |
| 1988, Calgary        | skocznia duża     | Władimir Brejczew  | 101,5 m | 86,5 m  | 147,5 pkt | 46.     | [ 34 ] |
| 1992, Albertville    | skocznia normalna | Emił Zografski     | 80,5 m  | 77,5 m  | 183,3 pkt | 40.     | [ 37 ] |
| 1992, Albertville    | skocznia normalna | Władimir Brejczew  | 78,5 m  | 77,5 m  | 172,6 pkt | 50.     | [ 34 ] |
| 1992, Albertville    | skocznia normalna | Zachari Sotirow    | 74,0 m  | 75,5 m  | 157,2 pkt | 56.     | [ 38 ] |
| 1992, Albertville    | skocznia duża     | Władimir Brejczew  | 91,0 m  | 93,5 m  | 126,3 pkt | 46.     | [ 34 ] |
| 1992, Albertville    | skocznia duża     | Zachari Sotirow    | 80,0 m  | 87,0 m  | 92,3 pkt  | 55.     | [ 38 ] |
| 1992, Albertville    | skocznia duża     | Emił Zografski     | 77,5 m  | 83,5 m  | 82,4 pkt  | 56.     | [ 37 ] |
| 2002, Salt Lake City | skocznia normalna | Georgi Żarkow      | 73,5 m  | –       | 76,5 pkt  | 45.     | [ 40 ] |
| 2002, Salt Lake City | skocznia duża     | Georgi Żarkow      | 101,0 m | –       | 75,3 pkt  | 39.     | [ 40 ] |
| 2006, Turyn          | skocznia normalna | Petyr Fyrtunow     | 83,5 m  | –       | 85,0 pkt  | 49.     | [ 41 ] |
| 2006, Turyn          | skocznia normalna | Georgi Żarkow      | 80,0 m  | –       | 77,5 pkt  | 51.     | [ 40 ] |
| 2006, Turyn          | skocznia duża     | Georgi Żarkow      | 98,5 m  | –       | 59,3 pkt  | 44.     | [ 40 ] |
| 2006, Turyn          | skocznia duża     | Petyr Fyrtunow     | 84,5 m  | –       | 26,6 pkt  | 52.     | [ 41 ] |
| 2014, Soczi          | skocznia normalna | Władimir Zografski | 89,0 m  | –       | 97,8 pkt  | 44.     | [ 42 ] |
| 2014, Soczi          | skocznia duża     | Władimir Zografski | 110,0 m | –       | 89,3 pkt  | 47.     | [ 43 ] |
| 2018, Pjongczang     | skocznia normalna | Władimir Zografski | 101,5 m | 108,5 m | 226,5 pkt | 14.     | [ 44 ] |
| 2018, Pjongczang     | skocznia duża     | Władimir Zografski | 119,5 m | –       | 105,9 pkt | 35.     | [ 45 ] |
| 2022, Pekin          | skocznia normalna | Władimir Zografski | 99,0 m  | 97,0 m  | 245,3 pkt | 22.     | [ 46 ] |
| 2022, Pekin          | skocznia duża     | Władimir Zografski | 125,0 m | –       | 112,5 pkt | 38.     | [ 47 ] |